# Huis Palts-Gelnhausen
Het huis Palts-Gelnhausen was een zijtak van het huis Palts-Birkenfeld.
Na de dood van paltsgraaf Christiaan I van Palts-Bischweiler in 1654 werd hij opgevolgd door zijn zoon Christiaan II. Een jongere broer van Christiaan II, Johan Karel kreeg als residentie het ambtshuis in de rijksstad Gelnhausen toegewezen. Deze rijksstad was sinds 1435 verpand aan Hanau (later Hessen-Kassel) en Keur-Palts.
Johan Karel had alleen nakomelingen uit zijn morganatische huwelijk met Esther Maria van Witzleben en deze waren dus niet erfgerechtigd. Uiteindelijk lukte het toch deze nakomelingen erkend te krijgen.
Na het uitsterven van het huis Palts-Sulzbach in 1799 nam het huis Palts-Birkenfeld, de enige nog bloeiende tak van het huis Wittelsbach, de regering over in Keur-Palts en Beieren. Een van de eerste daden van de nieuwe keurvorst was de verlening van de titel hertog in Beieren (dus niet van Beieren) aan zijn verre neef Willem van Palts-Gelnhausen op 16 februari 1799. De haast van deze actie heeft te maken met een eventuele opvolging. De nieuwe keurvorst had op dat moment alleen twee minderjarige zoons die voor de opvolging in aanmerking kwamen en de volgende troonopvolger in de dynastieke lijn was hertog Willem.
Op 17 december 1803 verleende de keurvorst van Beieren aan hertog Willem het hertogdom Berg als apanage. De soevereiniteit over Berg bleef dus aan Beieren. Hertog Willem regeerde te Düsseldorf tot 20 maart 1806. In die maand droeg Beieren het hertogdom over aan Frankrijk, waarna Joachim Murat hertog van Berg werd.